# Lekkoatletyka na Letnich Igrzyskach Olimpijskich 2008 – dziesięciobój mężczyzn
Dziesięciobój mężczyzn – jedna z konkurencji lekkoatletycznych rozegranych podczas XXIX Letnich Igrzysk Olimpijskich w Pekinie rozegrana w dniach 21-22 sierpnia 2008 roku.

## Terminarz
Godziny według czasu w Chinach (UTC+8)
| Data                       | Czas                          | Runda                                                               |
| -------------------------- | ----------------------------- | ------------------------------------------------------------------- |
| Czwartek, 21 sierpnia 2008 | 9:20 11:00 13:10 19:10 22:00  | 100 m Skok w dal Pchnięcie kulą Skok wzwyż 400 m                    |
| Piątek, 22 sierpnia 2008   | 09:00 10:05 12:55 19:00 21:40 | 110 m przez płotki Rzut dyskiem Skok o tyczce Rzut oszczepem 1500 m |

## Przebieg zawodów
Źródło:
| Poz.   | Zawodnik               | Suma pkt. | 100 m        | SwD         | PK          | SW         | 400 m       | 110 m pł.   | RD          | SoT        | RO              | 1500 m          |
| ------ | ---------------------- | --------- | ------------ | ----------- | ----------- | ---------- | ----------- | ----------- | ----------- | ---------- | --------------- | --------------- |
| Złoto  | Bryan Clay             | 8791      | 989 10.44 s  | 1005 7.78 m | 868 16.27 m | 794 1.99 m | 865 48.92 s | 984 13.93 s | 950 53.79 m | 910 5.00 m | 904 70.97 m     | 522 5:06.59 min |
| Srebro | Andriej Krauczanka     | 8551      | 870 10.96 s  | 962 7.61 m  | 752 14.39 m | 906 2.11 m | 943 47.30 s | 948 14.21 s | 758 44.58 m | 910 5.00 m | 741 60.23 m     | 761 4:27.47 min |
| Brąz   | Leonel Suárez          | 8527 (NR) | 883 10.90 s  | 893 7.33 m  | 758 14.49 m | 850 2.05 m | 913 47.91 s | 955 14.15 s | 756 44.45 m | 819 4.70 m | 950 73.98 m     | 750 4:29.17 min |
|        | Aleksandr Pogoriełow   | 8328      | 845 11.07 s. | 903 7.37 m  | 884 16.53 m | 878 2.08 m | 773 50.91 s | 915 14.47 s | 871 50.04 m | 910 5.00 m | 551 5:01.56 min | DSQ             |
| 5      | Romain Barras          | 8253 (SB) | 804 11.26 s  | 833 7.08 m  | 816 15.42 m | 767 1.96 m | 837 49.51 s | 948 14.21 s | 770 45.17 m | 910 5.00 m | 819 65.40 m     | 749 4:29.29 min |
| 6      | Roman Šebrle           | 8241 (SB) | 814 11.21 s  | 980 7.68 m  | 776 14.78 m | 906 2.11 m | 836 49.54 s | 885 14.71 s | 777 45.50 m | 849 4.80 m | 797 63.93 m     | 621 4:49.63 min |
| 7      | Oleksiej Kasjanow      | 8238 (SB) | 968 10.53 s  | 950 7.56 m  | 799 15.15 m | 767 1.96 m | 924 47.70 s | 927 14.37 s | 837 48.39 m | 702 4.30 m | 612 51.59 m     | 752 4:28.94 min |
| 8      | André Niklaus          | 8220      | 834 11.12 s  | 883 7.29 m  | 681 13.23 m | 850 2.05 m | 831 49.65 s | 927 14.37 s | 775 45.39 m | 972 5.20 m | 741 60.21 m     | 726 4:32.90 min |
| 9      | Maurice Smith          | 8205      | 894 10.85 s  | 823 7.04 m  | 795 15.09 m | 794 1.99 m | 911 47.96 s | 964 14.08 s | 889 50.91 m | 790 4.60 m | 611 51.52 m     | 734 4:31.62 min |
| 10     | Michael Schrader       | 8194      | 906 10.80 s  | 985 7.70 m  | 708 13.67 m | 794 1.99 m | 886 48.47 s | 885 14.71 s | 673 40.41 m | 849 4.80 m | 742 60.27 m     | 766 4:26.77 min |
| 11     | Mikk Pahapill          | 8178 (PB) | 827 11.15 s  | 823 7.04 m  | 750 14.36 m | 906 2.11 m | 774 50.90 s | 910 14.51 s | 857 49.35 m | 849 4.80 m | 845 67.07 m     | 637 4:47.03 min |
| 12     | Aleksey Drozdov        | 8154      | 856 11.02 s  | 869 7.23 m  | 867 16.26 m | 822 2.02 m | 744 51.56 s | 789 15.51 s | 817 47.43 m | 941 5.10 m | 777 62.57 m     | 672 4:41.34 min |
| 13     | Andres Raja            | 8118 (PB) | 885 10.89 s  | 883 7.29 m  | 777 14.79 m | 767 1.96 m | 862 48.98 s | 967 14.06 s | 661 39.83 m | 849 4.80 m | 846 67.16 m     | 621 4:49.60 min |
| 14     | Eugène Martineau       | 8055      | 819 11.19 s  | 859 7.19 m  | 715 13.78 m | 794 1.99 m | 815 49.99 s | 882 14.73 s | 748 44.09 m | 819 4.70 m | 911 71.44 m     | 693 4:37.96 min |
| 15     | Yordanis García        | 7992      | 942 10.64 s  | 830 7.07 m  | 840 15.82 m | 767 1.96 m | 830 49.66 s | 987 13.90 s | 598 36.73 m | 819 4.70 m | 822 65.60 m     | 557 5:00.49 min |
| 16     | Mikalaj Szubianok      | 7906 (SB) | 793 11.31 s  | 781 6.86 m  | 782 14.88 m | 794 1.99 m | 814 50.02 s | 908 14.52 s | 783 45.80 m | 790 4.60 m | 769 62.10 m     | 692 4:38.14 min |
| 17     | Aliaksandr Parkhomenka | 7838      | 797 11.29 s  | 811 6.99 m  | 820 15.49 m | 740 1.93 m | 782 50.71 s | 842 15.06 s | 772 45.27 m | 819 4.70 m | 807 64.60 m     | 648 4:45.17 min |
| 18     | Qi Haifeng             | 7835 (SB) | 827 11.15 s  | 866 7.22 m  | 692 13.40 m | 740 1.93 m | 843 49.39 s | 899 14.60 s | 797 46.46 m | 702 4.30 m | 784 63.09 m     | 685 4:39.32 min |
| 19     | Massimo Bertocchi      | 7714      | 861 11.00 s  | 826 7.05 m  | 734 14.10 m | 714 1.90 m | 875 48.72 s | 934 14.32 s | 765 44.91 m | 819 4.70 m | 520 45.33 m     | 666 4:42.26 min |
| 20     | Jangy Addy             | 7665 (NR) | 915 10.76 s  | 905 7.38 m  | 784 14.91 m | 740 1.93 m | 885 48.51 s | 935 14.31 s | 711 42.30 m | 673 4.20 m | 626 52.50 m     | 491 5:12.22 min |
| 21     | Daniel Awde            | 7516      | 847 11.06 s  | 842 7.12 m  | 608 12.03 m | 610 1.78 m | 950 47.16 s | 887 14.69 s | 606 37.12 m | 880 4.90 m | 636 53.18 m     | 491 5:12.22 min |
| 22     | Hadi Sepehrzad         | 7483      | 878 10.92 s  | 767 6.80 m  | 852 16.02 m | 714 1.90 m | 780 50.75 s | 894 14.64 s | 877 50.32 m | 617 4.00 m | 582 49.56 m     | 522 5:06.67 min |
| 23     | Damjan Sitar           | 7336      | 814 11.21 s  | 874 7.25 m  | 631 12.41 m | 850 2.05 m | 810 50.10 s | 846 15.03 s | 649 39.25 m | 617 4.00 m | 548 47.23 m     | 697 4:37.37 min |
| 24     | Slaven Dizdarevič      | 7021      | 825 11.16 s  | 818 7.02 m  | 727 13.97 m | 767 1.96 m | 724 52.02 s | 777 15.61 s | 662 39.86 m | 617 4.00 m | 494 43.58 m     | 610 4:51.42 min |
| 25     | David Gómez            | 6876      | 834 11.12 s  | 778 6.85 m  | 703 13.58 m | 636 1.81 m | 849 49.27 s | 897 14.61 s | 668 40.17 m | 0 NM       | 771 62.22 m     | 740 4:30.74 min |
| 26     | Mikko Halvari          | 6486      | 821 11.18 s  | 785 6.88 m  | 711 13.72 m | 740 1.93 m | 787 50.60 s | 705 16.25 s | 823 47.71 m | 0 NM       | 665 55.11 m     | 449 5:20.26 min |
|        | Gonzalo Barroilhet     | DNF       | 789 11.33 s  | 833 7.08 m  | 681 13.23 m | 740 1.93 m | 729 51.91 s | 941 14.26 s | 789 46.07 m | 0 NM       | DNS             | DNS             |
|        | Trey Hardee            | DNF       | 970 10.52 s  | 990 7.72 m  | 697 13.49 m | 850 2.05 m | 921 47.75 s | 949 14.20 s | 737 43.55 m | 0 NM       | DNS             | DNS             |
|        | Jānis Karlivāns        | DNF       | 782 11.36 s  | 876 7.26 m  | 780 14.85 m | 661 1.84 m | 742 51.61 s | 816 15.28 s | 757 44.54 m | DNS        | DNS             | DNS             |
|        | Aleksiej Sysojew       | DNF       | 854 11.03 s  | 760 6.77 m  | 816 15.42 m | 906 2.11 m | 782 50.71 s | 0 DNF       | DNS         | DNS        | DNS             | DNS             |
|        | Carlos Chinin          | DNF       | 863 10.99 s  | 799 6.94 m  | 0 NM        | 794 1.99 m | 851 49.21 s | DNS         | DNS         | DNS        | DNS             | DNS             |
|        | Pawel Andriejew        | DNF       | 759 11.47 s  | 725 6.62 m  | 738 14.15 m | 794 1.99 m | 0 DNF       | DNS         | DNS         | DNS        | DNS             | DNS             |
|        | Frédéric Xhonneux      | DNF       | 771 11.41 s  | 799 6.94 m  | 728 13.99 m | 714 1.90 m | 0 DNF       | DNS         | DNS         | DNS        | DNS             | DNS             |
|        | Victor Covalenco       | DNF       | 677 11.87 s  | 697 6.50 m  | 694 13.44 m | 636 1.81 m | 0 DNF       | DNS         | DNS         | DNS        | DNS             | DNS             |
|        | Arthur Abele           | DNF       | 883 10.90 s  | 691 6.47 m  | 701 13.55 m | 714 1.90 m | DNS         | DNS         | DNS         | DNS        | DNS             | DNS             |
|        | Hans van Alphen        | DNF       | 799 11.28 s  | 709 6.55 m  | 781 14.86 m | 661 1.84 m | DNS         | DNS         | DNS         | DNS        | DNS             | DNS             |
|        | Witalij Smirnow        | DNF       | 740 11.56 s  | 0 NM        | 698 13.51 m | DNS        | DNS         | DNS         | DNS         | DNS        | DNS             | DNS             |
|        | Tom Pappas             | DNF       | 834 11.12 s  | 913 7.41 m  | DNS         | DNS        | DNS         | DNS         | DNS         | DNS        | DNS             | DNS             |
|        | Attila Zsivoczky       | DNF       | 679 11.86 s  | 0 NM        | DNS         | DNS        | DNS         | DNS         | DNS         | DNS        | DNS             | DNS             |
|        | Dmitrij Karpow         | DNF       | 685 11.83 s  | DNS         | DNS         | DNS        | DNS         | DNS         | DNS         | DNS        | DNS             | DNS             |